# 臺南環線
臺南環線(Tainan Inner Beltway)是台南都會區的高快速公路系統，以國道八號為主、與國道一號（中山高速公路）、國道三號（福爾摩沙高速公路）、台86線連成一條環繞台南市市中心之路網，為臺灣第1個單1縣市內由高速公路、快速公路組成之環狀道路。是溪南地區重要路網。為因應環狀道路特性，台南系統交流道、新化系統交流道、仁德系統交流道往市區方向之匝道設計成環狀型（Stack）。
臺南市第2個由高速公路、快速公路組成之環狀道路為國道八號、國道一號、國道三號、台84線。

## 構成道路

### 高速公路

#### 臺南都會區市區環狀高速公路系統
- 中山高速公路：麻豆-仁德系統
- 福爾摩沙高速公路：新化系統-關廟
- 台南支線：台南端-新化端

#### 臺南都會區第二環狀高速公路系統
- 中山高速公路：麻豆-下營系統
- 福爾摩沙高速公路：新化系統

### 快速公路
- 台84線：北門-官田系統
- 台86線：台南端-關廟

### 市區快速道路
- 臺南都會區北外環道路：南科聯絡道-新港社大道[3]（後續通車可至台17線大港觀海橋，並連接中山高速公路）。
- 永康創意設計園區北側聯外道路：連結北外環道第二期之高架道路。

## 未來規劃

### 臺南都會區第三環狀高快速公路系統
隨著臺南都會區持續擴展，未來似應逐步建立其環狀道路系統，其中藉由臺南都會區北外環道路、台39線與台86線所構建的外環（第三環）系統，似應具快速化功能，以利配合都會區發展腳步，同時加速連結都會區間的活動，並使都會區快速化道路系統更趨完善。因此，後續台39線應評估據以進行中央分隔島封閉或路口立體化。

### 臺南都會區西北環狀高快速公路系統
以國道八號為主、台17乙線台江大道高架化銜接國道八號、與國道一號（中山高速公路）、台84線、台61線連成一條環繞台南市西北濱海地區之路網。
台61線曾文溪橋將連結台江大道，目前台南市政府工務局正進行國道8號（國1以西路段）平面路口、台17甲線（國道8號終點至安南區安中路段）立體化及台江大道快速化工程可行性評估。

### 臺南都會區西南環狀高快速公路系統
- 四草大道銜接臺南都會區北外環道路第四期、大洲系統交流道銜接國道一號、與國道一號（中山高速公路）、台86線連成一條環繞台南市市中心之路網。
  - 國道八號銜接西濱
  - 國道八號銜接臺南都會區北外環道路第四期（九份子重劃區）。

- 遠期計畫
  - 台61線銜接四草大道、安平跨港大橋、台86線。